# ネクスグループ
株式会社ネクスグループ (NCXX Group Inc.) は、岩手県花巻市と東京都港区に本社（登記上は、花巻市）を置く日本の事業持株会社。旧称は本多エレクトロン株式会社（ほんだエレクトロン）、株式会社ネットインデックス、株式会社ネクス。

## 概要
ウィルコムのAIR-EDGE用データ通信カードやW-SIM、料金前払い式のb-mobile（日本通信）などの通信端末を製造している。最近では電力線搬送通信用のモデムなどの開発も手がけている。2009年9月、アスモ（現・オーパス）のPHS端末の開発・保守事業を譲受。これに伴い、2009年11月1日付で、同社製PHS端末であるWS009KEおよびWS018KEのサポート先が当社に移行された。しかし、携帯電話通信事業者各社による高速データ通信サービスの提供、データ通信カード製品の市場の縮小などにより今後加入者の急激な減少が予測されるとして、コンシューマ向けPHSデータ通信端末事業から2010年10月末をもって撤退した。なお、PHS音声サービス向け端末、M2Mサービス向け端末、W-SIM及びその接続アダプター、ウィルコムが提供する3Gデータ通信サービス向け端末等などについては従来どおりの事業を行うとしている。2012年2月にLTEモバイルルータの提供開始を発表し、その後PHS端末についても防災用PHS電話機「防災だフォン＜WX01NX-DE＞」を発売するなど、PHSや3Gデータ通信サービス向け端末に加えてLTEデータ通信サービス向けのモバイルルータなども手がけている。
2010年8月1日にリニューアルしたウィルコムプラザ郡山を皮切りに、東北地方のウィルコムプラザなど、同地域のウィルコム専売店に関する販売・営業等のサポート業務を2010年8月以降順次開始し、旧直営を継承の上で中心駅至近に移転させた拠点（山形市のみ旧支店の位置のまま展開）を手始めに段階的に全国展開する方針であった（ただし、代理店として直接店舗を運営するわけではない）。その後、モバイルショップ事業は主力事業であるデバイス事業とのシナジーが少なく、また大手事業者との競合も厳しいため、見直しを図り、2012年2月に携帯電話販売事業を全国的に展開するコスモネットへ事業譲渡、デバイス事業へ経営資源を集中している。
2012年7月に株式会社フィスコグループ入り、同時にイー旅ネットグループを子会社化しインターネット旅行事業を開始。中核となるデバイス事業ではM2M分野における事業ドメインの拡大に注力。
2013年3月に新規事業として農業ICT事業（NCXX FARM）を開始。同年5月に第12回岩手農商工連携ファンド地域活性化支援事業に採択された。農業ICTを活用したきのこの栽培管理システムの研究開発を開始。同年11月にはNCXXFARMにて宮沢賢治の童話を同梱した「黄いろのトマト」を発売した。
2013年10月末、株式会社エイビットと資本業務提携、株式会社エイビットホールディングスに対する第三者割当を実施、両社それぞれが保有している通信関連コア技術と新たな共同研究開発による最先端技術を共有すること、およびM2M製品に関する部品の調達・提供に関して協力することに加え、双方の顧客基盤の活用によるM2M市場における両社のさらなる販売拡大に資するシナジーを実現することを目的としている。
2013年12月には株式会社SJI（現・CAICA DIGITAL）と子会社である株式会社ネクス・ソリューションズ（現・株式会社実業之日本総合研究所）との間でシステム開発事業に関して吸収分割契約を締結、デバイス製品の提供だけにとどまらず、サーバーアプリなどのソフトウェア開発を行うことで、M2Mマーケットの垂直統合を目指す。さらにケアオンライン株式会社（現・ケア・ダイナミクス）を子会社化、介護サービスと通信技術資産を組み合わせる形でM2M分野における事業拡大を目指す。
2014年4月にはヴィストン株式会社と介護ロボットの共同開発を発表するなど、これまで培ってきた通信技術資産を生かしさまざまな産業へ応用、M2M分野としての市場拡大を行っている。
2015年4月1日付で、商号を「株式会社ネクスグループ」に変更すると同時に、持株会社制へ移行。デバイス部門を「株式会社ネクス」（2代目）として新設分割で設立した。
2015年11月期以降、6期連続で経常赤字が継続。
2017年には「株式会社カイカ」（現・CAICA DIGITAL）及び「株式会社ネクス・ソリューションズ」（現・株式会社実業之日本総合研究所）を、2020年には「株式会社ケア・ダイナミクス」を、それぞれ連結から除外している。

## 沿革
- 1984年
  - 4月 - 本多通信工業の子会社として本多エレクトロン株式会社設立、本店を目黒区碑文谷に設置、通信回線用機器の設計、製造を開始。
  - 6月 - 岩手県水沢市に水沢工場開設、ファクシミリ組み立てなど一部操業開始。
- 1985年
  - 8月 - 岩手県花巻市に花巻工場第1期工事完成、操業開始。
  - 10月 - 富士通株式会社半導体事業部岩手工場向けホットチャックプローバーの開発により半導体製造装置事業を開始。
- 1986年5月 - 株式会社富士銀行向けの回線切替装置の開発によりシステム＆サービス事業を開始。
- 1987年
  - 2月 - 花巻工場に水沢工場を統合。
  - 6月 - 花巻工場第2期工事完成、操業開始。
  - 8月 - 港区芝浦に本店移転。
- 1988年4月 - 富士通株式会社端末機事業部向けネットワーク監視システム用モデムアダプタの開発によりモデム事業を開始。
- 1998年
  - 9月 - 北部通信工業株式会社及び同グループ会社が筆頭株主となる。
  - 11月 - 中央区日本橋本町に本店移転。
- 2000年6月 - 北部通信工業株式会社及び同グループ会社保有の全当社株式をエフェットホールディング株式会社及びエフェットホールディング株式会社運用の投資ファンドに譲渡。
- 2002年2月 - DDIポケット株式会社向けにPHS方式で世界初の128Kbpsデータ通信カードを発売、モバイル＆ワイヤレス事業が拡大。
- 2003年
  - 2月 - モバイル＆ワイヤレス事業強化を目的としてジェコム株式会社を100％子会社化。
  - 4月 - ジェコム株式会社を合併。
- 2004年6月 - 携帯電話向けコンテンツ制作会社のインデックス傘下となる。
- 2005年
  - 6月 - 半導体製造装置事業を芝浦メカトロニクス株式会社に営業譲渡。
  - 8月 - インデックスネットワークス株式会社に商号変更。
  - 9月 - 株式会社ネットインデックスに商号変更。
  - 9月 - 100％子会社である株式会社本多エレクトロン花巻工場を新設物的分割により設立、同月22日に株式会社ネットインデックス・イー・エスに商号変更。
  - 9月 - 100％子会社である株式会社ネットモバイルを設立、3.5G／次世代端末の開発を開始しモバイル＆ワイヤレス事業を強化。
- 2007年
  - 3月 - 新規携帯事業者株式会社イー・モバイル向けに3.5Gデータ通信カードを発売開始。
  - 6月 - ジャスダック上場。
  - 10月 - システム＆サービス事業の強化を目的として株式会社テック・インデックスを子会社化。
- 2009年2月 - 子会社株式会社テック・インデックスの全株式を売却。
- 2010年
  - 4月 - ジャスダック証券取引所と大阪証券取引所の合併に伴い、大阪証券取引所JASDAQ市場に上場。
  - 8月 - 東北地区に携帯電話販売店「ウィルコムプラザ」を開設し、サービス＆ソリューション事業を開始。
  - 11月 - 子会社である株式会社ネットインデックス・イー・エスおよび株式会社ネットモバイルを吸収合併し、本社を岩手県花巻市（R&Dセンター所在地）へ移転[注釈 2]。また、東京本社を世田谷区のキャロットタワーに別途設置。
- 2011年11月 - 東京本社をキャロットタワーから千代田区へ移転。
- 2012年
  - 2月 - サービス＆ソリューション事業を株式会社コスモネットに事業譲渡。
  - 7月 - 株式会社フィスコの子会社となる。
  - 7月 - 株式会社フィスコからイー・旅ネット・ドット・コム株式会社の株式を取得し、イー・旅ネット・ドット・コム株式会社及び同社の子会社3社を子会社化。インターネット旅行事業を開始。
  - 11月 - イー・旅ネット・ドット・コム株式会社の子会社3社のうち株式会社ウェブトラベルが他2社を吸収合併。
  - 12月 - 社名を株式会社ネクスに変更。株式会社ALABと共同で世界初電力線通信を用いた残余耐震性能判定装置の試作機開発に成功。
- 2013年
  - 3月 - 農業ICT事業「NCXX FARM」を開始。
  - 5月 - 三菱重工業との共同開発で、業界初の電力線通信を用いたロボットの省配線化に成功。
  - 12月 - 株式会社ネクス・ソリューションズ（現・実業之日本総合研究所）及びケアオンライン株式会社（現・ケア・ダイナミクス）を子会社化。
- 2014年
  - 1月 - 株式会社ネクス・ソリューションズ、株式会社SJI（のちのカイカ、現・CAICA DIGITAL）の国内事業部を吸収分割により承継。
  - 4月 - ヴイストン株式会社と介護ロボットの共同開発を開始。
- 2015年
  - 4月 - 商号を株式会社ネクスグループに変更。同時にデバイス部門を新設分割した上で株式会社ネクス（2代目）として設立。
  - 6月 - 株式会社SJI（現・CAICA DIGITAL）の第三者割当増資等を引き受け、子会社化。
- 2016年
  - 8月 - 株式会社チチカカ（現・チチカカ・キャピタル）を子会社化するとともにブランドリテールプラットフォーム事業を開始。
  - 10月 - イー・旅ネット・ドット・コムが株式会社グロリアツアーズを子会社化。
  - 12月 - 株式会社バーサタイル及びFISCO International Limitedを子会社化。
- 2017年
  - 4月 - 株式会社カイカ（現・株式会社CAICA DIGITAL）を子会社から持分法適用関連会社に変更[4]。
  - 5月 - 株式会社バーサタイルが株式会社ファセッタズムを子会社化。
  - 7月 - 株式会社イーフロンティアを子会社化。
  - 8月 - 株式会社ネクス・ソリューションズ（現・実業之日本総合研究所）の株式の51％及びネクスの株式の49％を株式会社カイカ（現・CAICA DIGITAL）へ譲渡。株式会社ネクス・ソリューションズが子会社から持分法適用関連会社となる。
- 2018年
  - 3月 - 株式交換により、株式会社ネクス・ソリューションズ（現・実業之日本総合研究所）はカイカの完全子会社となる。株式会社ネクス・ソリューションズを持分法適用関連会社から除外。
  - 4月 - FISCO International LimitedがNCXX International Limitedに商号変更。
  - 7月 - 仮想通貨関連事業の新たな取組としてマイニング事業を開始。
  - 10月 - 株式売却により、株式会社カイカ（現・CAICA DIGITAL）が持分法適用関連会社でなくなる。
  - 11月 - 株式会社バーサタイルが事業の一部（アパレル事業とワイン関連事業）を会社分割し、株式会社バーサタイルの完全子会社として株式会社ネクスプレミアムグループ及び株式会社ネクスファームホールディングスを新設、株式会社バーサタイルから株式会社ネクスプレミアムグループ及び株式会社ネクスファームホールディングスの株式を取得し、完全子会社化。
- 2019年
  - 4月 - 株式会社チチカカ・キャピタルが、株式会社チチカカ（2代）を設立。
  - 7月 - フィスコとの親子関係が消滅。同社の持分法適用関連会社となる。
- 2020年
  - 5月 - 株式会社ケア・ダイナミクスの全株式を株式会社エイム・ソフト（現・株式会社ネクスソフト）に売却。
  - 5月 - 株式会社イーフロンティアの発行株式99.93％をアイスタディ株式会社（現・株式会社クシム）に売却。
  - 6月 - フィスコの持分法適用関連会社でなくなる。
- 2021年
  - 3月 - ネクスの株式を取得し、完全子会社化。
  - 11月 - 株式会社ネクスファームホールディングスがMEC S.R.L SOCIETA’AGRICOLAの全株式を株式会社やしまアートアンドリゾートへ譲渡。
- 2022年
  - 3月
    - 株式会社実業之日本デジタルを株式交換により、連結子会社化。
    - 株式会社チチカカ・キャピタルが株式会社チチカカ（2代）の株式を株式会社シーズメンに譲渡し、連結子会社から除外。
    - 株式会社シークエッジ・ジャパン・ホールディングスが第三者割当増資により、その他の関係会社から親会社へ異動。
    - 株式会社ワイルドマンの株式を取得し、持分法適用関連会社化。

  - 4月
    - 東京証券取引所の市場再編にともない、スタンダード市場に上場
    - イー・旅ネット・ドット・コム株式会社の株式を株式会社シークエッジ・ジャパン・ホールディングスに譲渡し、イー・旅ネット・ドット・コム株式会社、その子会社である株式会社ウェブトラベル及び株式会社グロリアツアーズの3社を連結子会社から除外。

  - 7月 - NCXX International Limitedの全株式をSEQUEDGE INTERNATIONAL LIMITEDD（現・Precision Process Solutions Limited）に譲渡し、連結子会社から除外。
  - 9月
    - 株式会社ネクスプレミアムグループの全株式を株式会社アスコに譲渡し、株式会社ネクスプレミアムグループ、その子会社である株式会社ファセッタズムを連結子会社から除外。
    - 株式会社チチカカ・キャピタル（現・株式会社High Voltage Capital）の株式を株式会社シークエッジ・ジャパン・ホールディングス、やしま事務代行合同会社、株式会社アスコ及び株式会社ヤシマに譲渡し、連結子会社から除外。

  - 12月 - 株式会社シークエッジ・ジャパン・ホールディングスが当社と株式会社エルテスとの資本業務提携により、親会社からその他の関係会社へ異動。
- 2023年10月 - ITAL-J JAPAN株式会社を連結子会社化
- 2024年
  - 5月 - 株式会社ケーエスピーを株式交換により、完全子会社化[5]
  - 6月 - 株式会社ワイルドマンの保有株式の一部を売却し、持分法適用関連会社から除外
  - 7月 - 株式会社スケブを株式交換により、連結子会社化[6]
- 2025年
  - 2月 - 株式会社カイカフィナンシャルホールディングスから株式会社ZEDホールディングスの株式を取得し、株式会社ZEDホールディングス及び同社の子会社5社を子会社化[7]
  - 10月予定 - 株式会社CAICA DIGITALとの株式交換により株式会社ネクスを連結子会社から除外[8]

## ネクス
株式会社ネクス (NCXX Inc.) は、岩手県花巻市と東京都港区に本社（登記上は、花巻市）を置く日本の通信機器メーカー。

### 主な製品

#### データ通信製品
- UNX-05G（5G対応ルーター・モデム）

#### M2M向け製品
- GX700NC（OBDⅡデータ通信端末）

#### AI向け製品
- AIX-01NX（エッジAIコンピュータ、2022年9月27日販売開始）

## 販売を終了した製品

### ウィルコム

#### AIR-EDGE

##### データ端末
- AH-G10
- AH-H402P
- AH-H401C
- AH-H403C
- AH-H407P
- DD（WS002IN）
- NS001U
- WS014IN

##### 音声端末
- TT（WS001IN）
- nico.（WS005IN）
- WX01NX
- TWX01NX-DE - 非常用電話として乾電池稼働する、法人向け3年間契約の端末で、契約から3年経過後は一般契約として継続利用可能。
- WS009KE - アスモ（現・オーパス）から製造・アフターサービスを引き継いだもの。
- WS018KE - 同上。

##### W-SIMモジュール
- RX410IN（W-SIM）
- RX420IN（W-SIM）

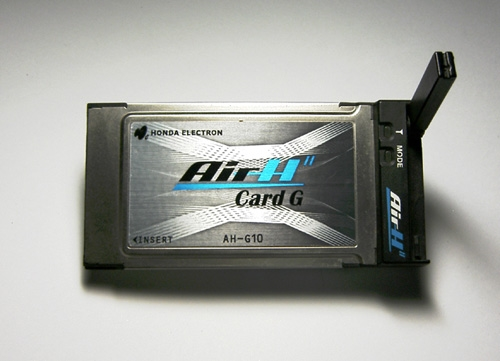
AH-G10
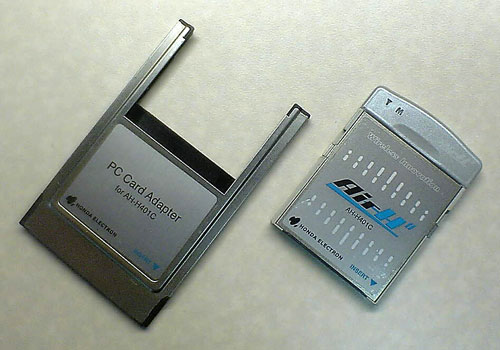
AH-H401C
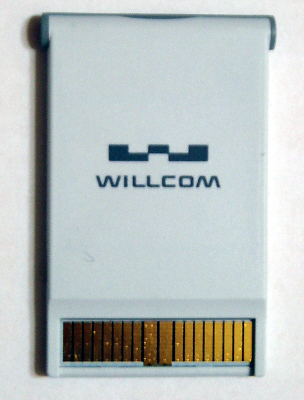
W-SIM (RX410IN)

#### WILLCOM CORE XGP
- GX000IN

#### WILLCOM CORE 3G
特記事項がないものは、FOMAハイスピード網対応版となる。
- HX001IN
- HX002IN
- HX004IN - SIMロックの違いにより、FOMAハイスピード対応版と3G ハイスピード網対応版とがある。
- HX005IN

### イー・モバイル
- D01NX
- D01NXII

### 日本通信
- BMN13U-J - USB接続タイプのPHS端末

### ソフトバンク
- UX102NC - 3G-USBデータ通信端末。
  - 13年5月 ソフトバンクモバイルのプラチナバンドに対応したUSB端末を販売開始。
- 301SJ - ハンディ型の業務用IP無線機。
  - 2014年2月ソフトバンク網に対応した、ハンディ型の業務用IP無線機（301J）のハードウェアプラットフォームを開発。
  - ソフトバンクモバイルの通信サービスエリア内であればどこでも通信・音声通話（単方向）が可能なほか、プレストークによる一斉・グループ・個別の呼び出しやGPSによるトラッキング、動態管理などの需要にも対応。また、タッチパネルに対応した見やすく大きなディスプレイと、IP65相当の防水・防じん性能を備える。

### その他

#### モバイルWi-Fiルータ
- クティオ・RS-LJ01
  - クティオはモバイルWi-Fiルータだが、対応するUSB型ないしはCF型のデータ端末を別途接続する形となる。
  - 2009年3月30日、インターネットイニシアティブが提供する「IIJmio高速モバイル/EM」、hi-hoが提供する「hi-hoモバイルコース-EM7.2」において販売開始。
- NetIndex Mobile Router RS-CV0C
  - ドリーム・トレイン・インターネットがNTTドコモのFOMAハイスピード網を利用し提供するMVNOサービス、DTI ハイブリッドモバイルプランにてレンタルされる。
  - Toppa!モバイルタイプDプランにて販売される。
- LTE Mobile Router NI-760S
  - NTTドコモのLTE網に対応したモバイルWiFiルーター。
  - 2012年2月27日、インターネットイニシアティブが提供する「IIJmio高速モバイル/D」で販売開始。
  - 2012年8月1日、NECビッグローブの提供する次世代高速モバイル通信サービス「BIGLOBE LTE」向けにLTEモバイルルーター「NI-760S」を提供開始。
  - 2012年9月にはアマゾンでも販売開始。
- LTE Mobile Router RX501NC
  - 2013年11月13日国内初となるデュアルSIMスロット搭載Quad-Band LTEモバイルルーターを製品化。

#### M2M
- AX8084NC
  - 2013年4月25日、グローバル通信に対応した業界最小の超小形M2M通信アダプタを製品化、販売開始。
- 3G-USB通信モジュール「RT-WJ02」
  - 2013年9月9日、M2M向け 3G USB通信モジュールをFOMA網に対応し、販売開始。
- LTE-USB型データ通信端末「UX302NC/UX312NC」
  - 2014年5月2日、Quad-band LTE に対応したUSB型データ通信端末 UX302NC/UX312NC を製品化、販売開始。